# ميزوريجنز (البرازيل)
Mesoregions (بالبرتغالية: Mesorregião‏) هي التقسيمات إدارية فرعية لولايات البرازيل، تجمع بين البلديات القريبة ذات الخصائص المشتركة. تم إنشاؤها من قبل المعهد البرازيلي للجغرافيا والإحصاء لأغراض إحصائية.